# Saint-Baudille-et-Pipet
Saint-Baudille-et-Pipet est une commune française située dans le département de l'Isère en région Auvergne-Rhône-Alpes.
La petite commune de moyenne montagne, à vocation rurale est située dans la micro-région naturelle du Trièves. Elle est, en outre, adhérente à la communauté de communes du Trièves dont le siège est situé à Monestier de Clermont.
Le nom de la commune (ou du moins le nom de Saint-Baudille) est cité dans un des plus célèbres romans de l'écrivain français Jean Giono, dénommé Un roi sans divertissement.
Ses habitants se dénomment les San-Brancassous,.

## Géographie

### Situation et description
La commune de Saint-Baudille-et-Pipet se situe dans la région naturelle du Trièves, au pied de l'Obiou, entre Mens et Tréminis, dans la partie la plus méridionale du département de l'Isère.
Situé à l'écart des grandes routes, le modeste village de Saint-Baudille-et Pipet est essentiellement tournée vers l'agriculture et le tourisme.
Jusqu'au nouveau découpage territorial, la commune était rattachée au canton de Mens. Depuis 2015, celle-ci fait partie du canton de Matheysine-Trièves.  L'ancien canton de Mens se situait en limite des départements des Hautes-Alpes et de la Drôme, des Alpes du Nord et des Alpes du Sud.

### Géologie

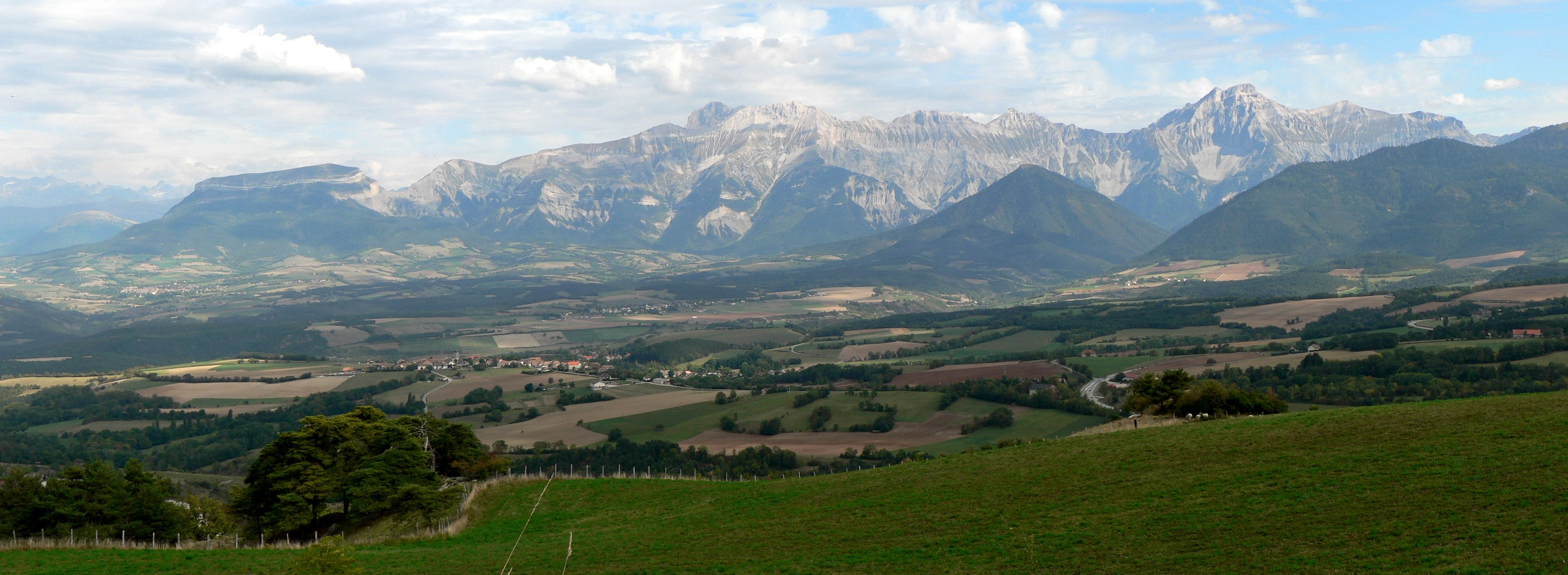
La région de Mens, Saint-Baudille-et-Pipet et l'Obiou

Les villages de Saint-Baudille-et-Pipet et de Tréminis sont situés au pied du versant occidental très abrupt de l'Obiou en bordure nord d'une dépression à fond presque plat qui constitue le cirque des sources de l'Ébron, torrent qui prend sa source au pied du Grand Ferrand et qui reçoit en affluent des ruisseaux s'écoulant depuis le village de Saint-Baudille et des hameaux de la commune.
Le fond de cette dépression est garni d'épandages alluviaux torrentiels qui ont été alimentés par les puissants et nombreux ravins qui ont entaillé les pentes de la montagne de l'Obiou dont d'anciens cônes de déjections forment un glacis à surface doucement inclinée vers l'ouest.

### Communes limitrophes
|         | Mens                    | Châtel-en-Trièves (commune nouvelle) |
| Prébois | Saint-Baudille-et-Pipet | Pellafol                             |
|         | Treminis                |                                      |

### Climat
Pour des articles plus généraux, voir Climat d'Auvergne-Rhône-Alpes et Climat de l'Isère.
En 2010, le climat de la commune est de type climat de montagne, selon une étude du Centre national de la recherche scientifique s'appuyant sur une série de données couvrant la période 1971-2000. En 2020, Météo-France publie une typologie des climats de la France métropolitaine dans laquelle la commune est exposée à un climat de montagne ou de marges de montagne et est dans la région climatique  Alpes du sud, caractérisée par une pluviométrie annuelle de 850 à 1 000 mm, minimale en été. 
Pour la période 1971-2000, la température annuelle moyenne est de 8,8 °C, avec une amplitude thermique annuelle de 17,3 °C. Le cumul annuel moyen de précipitations est de 1 036 mm, avec 9 jours de précipitations en janvier et 5,8 jours en juillet. Pour la période 1991-2020, la température moyenne annuelle observée sur la station météorologique installée sur la commune est de 9,1 °C et le cumul annuel moyen de précipitations est de 1 082,0 mm,. Pour l'avenir, les paramètres climatiques de la commune estimés pour 2050 selon différents scénarios d'émission de gaz à effet de serre sont consultables sur un site dédié publié par Météo-France en novembre 2022.
| Mois                                  | jan.           | fév.             | mars           | avril            | mai             | juin          | jui.            | août           | sep.            | oct.            | nov.             | déc.           | année     |
| ------------------------------------- | -------------- | ---------------- | -------------- | ---------------- | --------------- | ------------- | --------------- | -------------- | --------------- | --------------- | ---------------- | -------------- | --------- |
| Température minimale moyenne (°C)     | −3,4           | −3,5             | −0,7           | 1,8              | 5,7             | 9,3           | 11,3            | 11,4           | 8,2             | 5               | 0,5              | −2,5           | 3,6       |
| Température moyenne (°C)              | 0,9            | 1,4              | 4,9            | 7,7              | 11,8            | 15,7          | 18,2            | 18,1           | 14              | 10,2            | 4,8              | 1,5            | 9,1       |
| Température maximale moyenne (°C)     | 5,1            | 6,3              | 10,5           | 13,6             | 17,8            | 22,1          | 25,1            | 24,8           | 19,9            | 15,5            | 9,1              | 5,6            | 14,6      |
| Record de froid (°C) date du record   | −25 24.01.1963 | −20,7 11.02.1986 | −19 07.03.1971 | −10,5 06.04.1970 | −5,2 03.05.1979 | −1 04.06.01   | 2,5 06.07.1965  | 1,5 29.08.1998 | −1,1 17.09.1971 | −6,1 31.10.1997 | −13,7 22.11.1998 | −21 27.12.1962 | −25 1963  |
| Record de chaleur (°C) date du record | 20,4 30.01.02  | 21 20.02.1998    | 23,6 17.03.04  | 25,9 30.04.05    | 31,8 22.05.22   | 34,2 29.06.19 | 35,9 31.07.1983 | 36,4 18.08.12  | 32 06.09.06     | 28,4 07.10.09   | 23,9 09.11.1985  | 18,4 31.12.21  | 36,4 2012 |
| Précipitations (mm)                   | 76,6           | 62,2             | 68,6           | 96,8             | 105,9           | 95,1          | 77,8            | 76,5           | 98,7            | 108,9           | 125,4            | 89,5           | 1 082     |

### Hydrographie
Le territoire communal est traversé par de nombreux cours d'eau, principalement des torrents qui s'écoulent de la montagne de l'Obiou, dont notamment :
- la Vanne, d'une longueur de 15,5 km, affluent de l'Ébron[9] et ses affluents
  - le Ruisseau de Pierre Aigu, d'une longueur de 1,8 km[10].
  - le Ruisseau de Lollagne, d'une longueur de 4,6 km[11].
  - le Ruisseau du Serron, d'une longueur de 3,2 km[12].
  - le Ruisseau de Chante-Merle, d'une longueur de 3,3 km[13].

### Voies routières
Le territoire de la commune est traversé par trois routes départementales.
- La route départementale 66 qui relie la RD 537 au barrage du Sautet, près de Corps à la RD 1075 (ancienne RN 75), au niveau de la commune de Lalley.
- La route départementale 216 qui relie le hameau de Montmeilleur au hameau du pont de Prébois, situé sur la commune de Prébois, après avoir traversé Tréminis.
- La route départementale 254 qui la commune de Prébois à la commune de Mens, après avoir traversé les hameaux du Perrier et d'Agnès.

## Urbanisme

### Typologie
Au 1er janvier 2024, Saint-Baudille-et-Pipet est catégorisée commune rurale à habitat très dispersé, selon la nouvelle grille communale de densité à sept niveaux définie par l'Insee en 2022.
Elle est située hors unité urbaine et hors attraction des villes,.

### Occupation des sols
L'occupation des sols de la commune, telle qu'elle ressort de la base de données européenne d’occupation biophysique des sols Corine Land Cover (CLC), est marquée par l'importance des forêts et milieux semi-naturels (58,3 % en 2018), une proportion identique à celle de 1990 (58,3 %). La répartition détaillée en 2018 est la suivante : 
forêts (43,9 %), prairies (21 %), terres arables (14,2 %), espaces ouverts, sans ou avec peu de végétation (12,6 %), zones agricoles hétérogènes (6,5 %), milieux à végétation arbustive et/ou herbacée (1,9 %). L'évolution de l’occupation des sols de la commune et de ses infrastructures peut être observée sur les différentes représentations cartographiques du territoire : la carte de Cassini (XVIIIe siècle), la carte d'état-major (1820-1866) et les cartes ou photos aériennes de l'IGN pour la période actuelle (1950 à aujourd'hui).

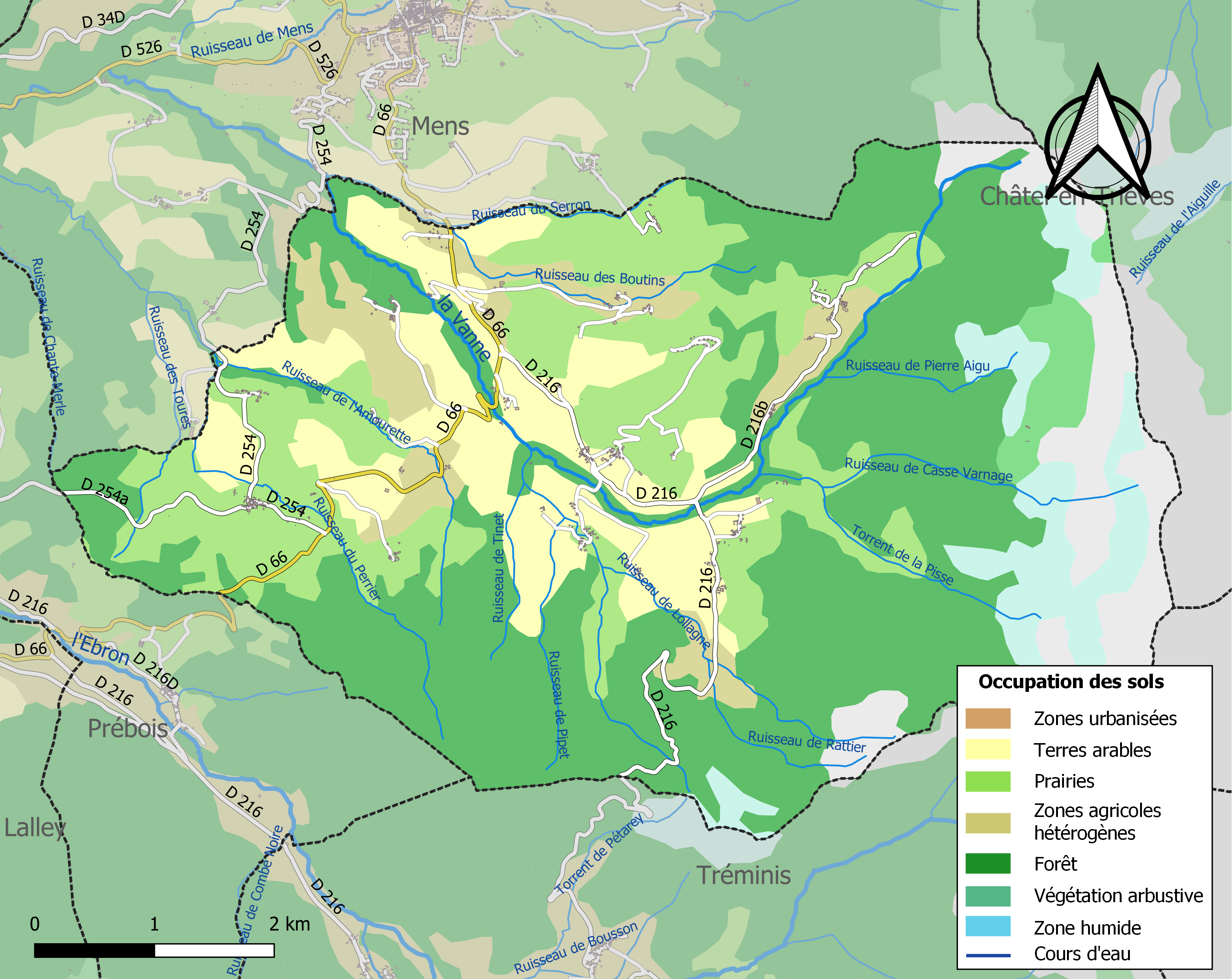
Carte des infrastructures et de l'occupation des sols de la commune en 2018 (CLC).

### Hameaux, lieux-dits et écarts de la commune
Voici, ci-dessous, la liste la plus complète possible des divers hameaux, quartiers et lieux-dits résidentiels urbains comme ruraux, ainsi que les écarts qui composent le territoire de la commune de Saint-Baudille-et-Pipet, présentés selon les références toponymiques fournies par le site géoportail de l'Institut géographique national.
| - les Sagnes - Saint-Beauvais - le Jails - les Prés - Vaujarat - le Serre - les Vignes Rondes - les Buisses - Rouffet - L'Outre - Dondi - Pommaray - Pré Mavoux - les Boutins | - Montmeilleur (château) - Longueville - les Brachons - lotissement Richard - les Granges - Jamaray - la Selle - la Tune - Fourchon - Prays - la Touche - Rattier - Allouaire - les Marceaux | - la Tinat - la Rivière - Agnès - le Villard - les Ours - Saint-Pancrasse - les Fanjavoux - Champ Fourgon - Figaro et Gravelle - Corréard - Bourleyre - Romeyer - Lomea - Beaudinat | - les Mas - Rignière - le Perrier - les Bonnets - Bonnichère - les Gauthiers - la Guichardière - Pipet - la Chapelle - Lolagne - les Marceaux - Chauri - Rochassac - Chamousseyre |

### Risques naturels et technologiques

#### Risques sismiques
La totalité du territoire de la commune de Saint-Baudille-et-Pipet est situé en zone de sismicité n°3, « risque modéré », comme la plupart des communes de son secteur géographique. Elle se situe cependant au sud de la limite d'une zone sismique classifiée de « moyenne » et qui partage le département de l'Isère.
| Type de zone | Niveau            | Définitions (bâtiment à risque normal) |
| ------------ | ----------------- | -------------------------------------- |
| Zone 3       | Sismicité modérée | accélération = 1,1 m/s2                |

## Toponymie
Selon André Planck, auteur du livre L'origine du nom des communes du département de l'Isère, le nom de Saint-Baudille est lié à Baudile de Nîmes que l'on retrouve dans Saint-Baudille-de-la-Tour et Saint-Bueil, autres communes de l'Isère.

## Histoire

### Époque contemporaine
Entre 1790 et 1794, les communes éphémères de Saint-Baudille et de Pipet fusionnent pour former la commune de Saint-Baudille-et-Pipet.

## Politique et administration

### Liste des maires
| Période                                  | Période  | Identité         | Étiquette | Qualité       |
| ---------------------------------------- | -------- | ---------------- | --------- | ------------- |
| avant 1988                               | ?        | Marius Durbet    |           |               |
| 2001                                     | En cours | Jean-Louis Poite | DVD       | Fonctionnaire |
| Les données manquantes sont à compléter. |          |                  |           |               |

## Populations et société

### Démographie
L'évolution du nombre d'habitants est connue à travers les recensements de la population effectués dans la commune depuis 1793. Pour les communes de moins de 10 000 habitants, une enquête de recensement portant sur toute la population est réalisée tous les cinq ans, les populations de référence des années intermédiaires étant quant à elles estimées par interpolation ou extrapolation. Pour la commune, le premier recensement exhaustif entrant dans le cadre du nouveau dispositif a été réalisé en 2004.

En 2022, la commune comptait 258 habitants, en évolution de +0,78 % par rapport à 2016 (Isère : +3,07 %, France hors Mayotte : +2,11 %).
| 1793 | 1800 | 1806 | 1821 | 1831 | 1836 | 1841 | 1846 | 1851 |
| ---- | ---- | ---- | ---- | ---- | ---- | ---- | ---- | ---- |
| 787  | 829  | 835  | 775  | 626  | 785  | 790  | 773  | 718  |

| 1856 | 1861 | 1866 | 1872 | 1876 | 1881 | 1886 | 1891 | 1896 |
| ---- | ---- | ---- | ---- | ---- | ---- | ---- | ---- | ---- |
| 666  | 653  | 623  | 603  | 600  | 580  | 574  | 525  | 507  |

| 1901 | 1906 | 1911 | 1921 | 1926 | 1931 | 1936 | 1946 | 1954 |
| ---- | ---- | ---- | ---- | ---- | ---- | ---- | ---- | ---- |
| 466  | 448  | 426  | 375  | 373  | 343  | 335  | 338  | 327  |

| 1962 | 1968 | 1975 | 1982 | 1990 | 1999 | 2004 | 2006 | 2009 |
| ---- | ---- | ---- | ---- | ---- | ---- | ---- | ---- | ---- |
| 286  | 251  | 209  | 209  | 215  | 232  | 244  | 246  | 259  |

| 2014 | 2019 | 2022 | - | - | - | - | - | - |
| ---- | ---- | ---- | - | - | - | - | - | - |
| 256  | 260  | 258  | - | - | - | - | - | - |

### Activités sportives
Un site de deltaplane et de parapente a été créé sur un terrain avoisinant depuis quelques années, à Courtet, sur les flancs de l'Obiou. Ce site de vol, très prisé pour son excellente orientation aux vents, attire les foules, parfois d'ailleurs au détriment du respect de l'écologie et de la tranquillité du village (le site a d'ailleurs été fermé un moment pour manque de civisme).

### Enseignement
La commune est rattachée à l'académie de Grenoble.

### Médias
Historiquement, le quotidien régional Le Dauphiné libéré consacre, chaque jour, y compris le dimanche, dans son édition de Romanche et Oisans, un ou plusieurs articles à l'actualité de la communauté de communes, du canton, ainsi que des informations sur les éventuelles manifestations locales.

### Cultes
L'église (propriété de la commune) et la communauté catholique de Saint-Baudille-et-Pipet dépendent de la paroisse Notre-Dame d'Esparron (Relais de Notre-Dame de l'Assomption), elle-même rattachée au diocèse de Grenoble-Vienne.

## Culture et patrimoine

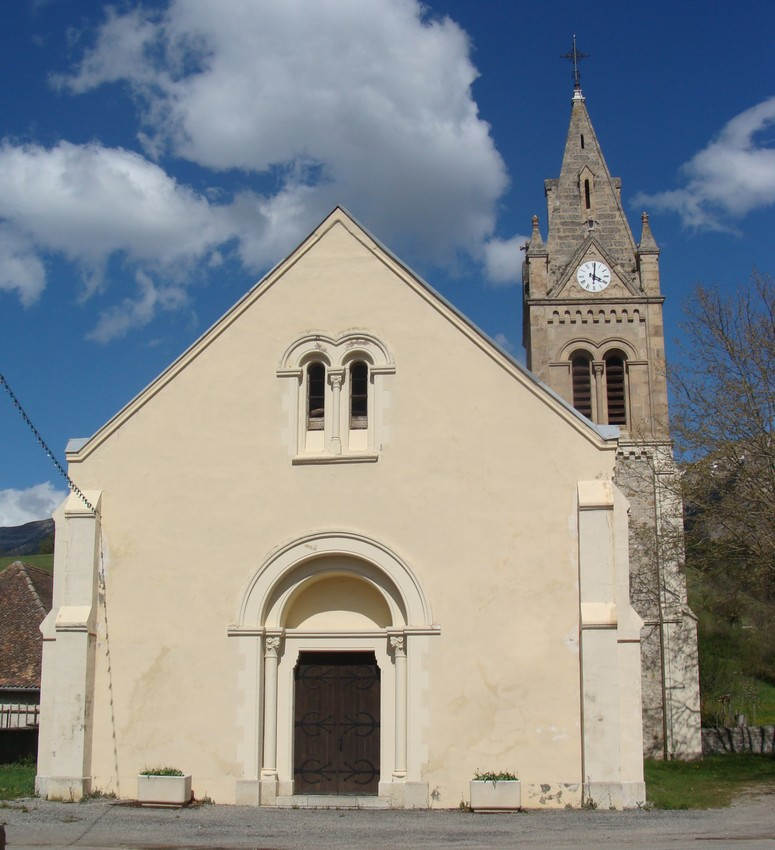
L'église de Saint-Baudille-et-Pipet

### Patrimoine architectural

#### Patrimoine religieux
- L'église paroissiale Saint-Baudille de Saint-Baudille-et-Pipet.

#### Patrimoine civil

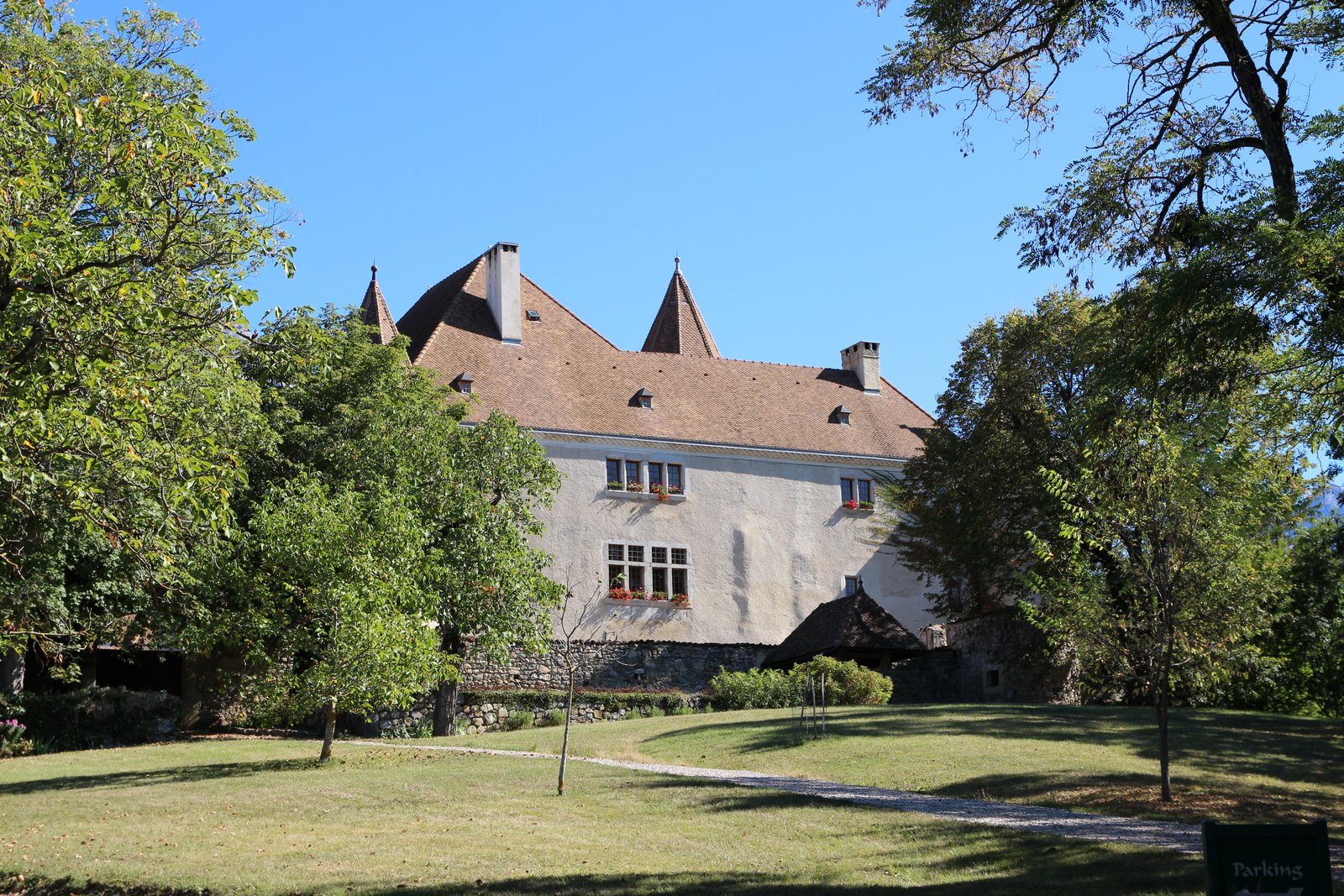
Saint-Baudille-et-Pipet - Château de Montmeilleur

- Le château de Montmeilleur, du XVe siècle, fait l'objet d'une inscription partielle au titre des monuments historiques par arrêté du 31 décembre 1979 : les façades et les toitures sont les éléments protéges[29],[30].

### Patrimoine naturel

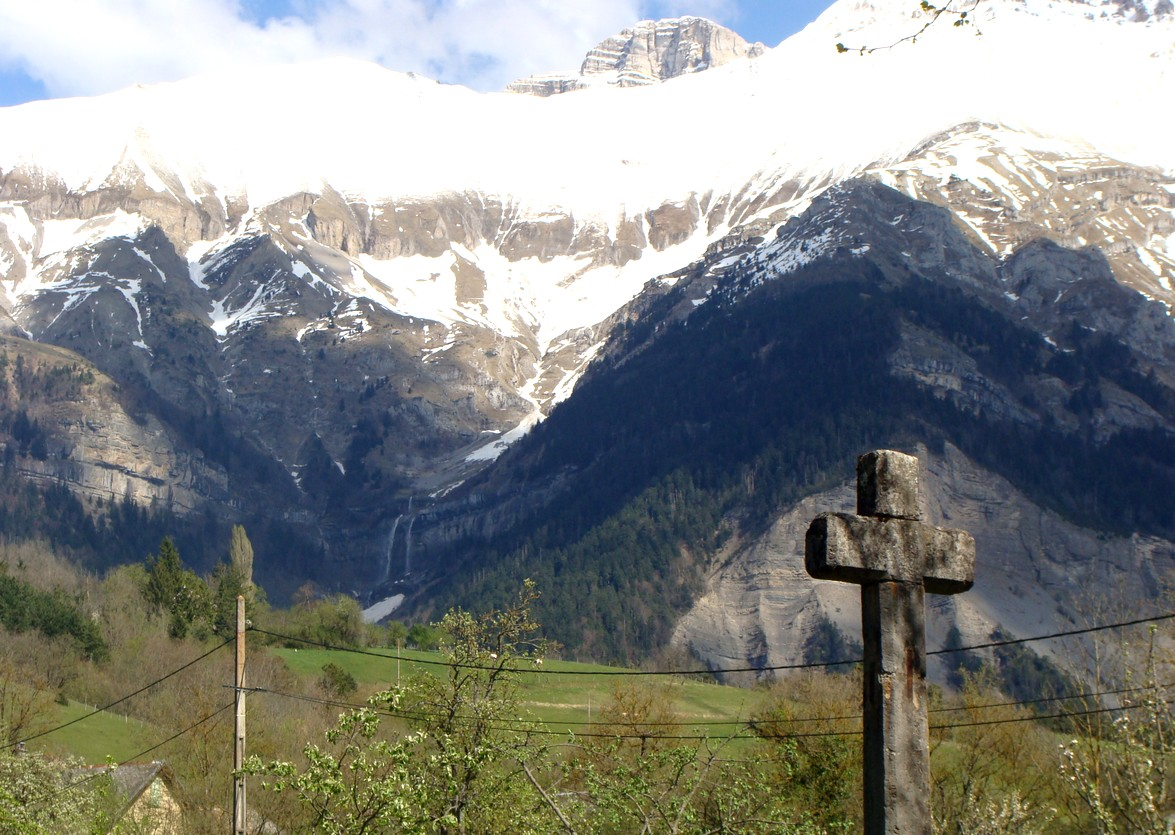
La montagne de l'Obiou vu de Saint-Baudille-et-Pipet

#### Patrimoine montagnard
La montagne de l'Obiou, quelquefois improprement dénommée massif de L'Obiou est située à l'extrémité méridionale du village et fait partie du massif du Dévoluy. Cette montagne, parfaitement visible du bourg, domine les vallonnements du Trièves. Si la grande Tête de l'Obiou, sommet principal de cette montagne n'est pas situé sur le territoire communal, celui-ci héberge cependant certains sommets secondaires tels que l'Aiguille (2038 mètres),  le Bonnet de l'Évèque (2645 mètres), la Tête de la Cavale (2696 mètres), ce dernier sommet étant le point culminant de la commune.

### Personnalités liées à la commune
La famille Périer

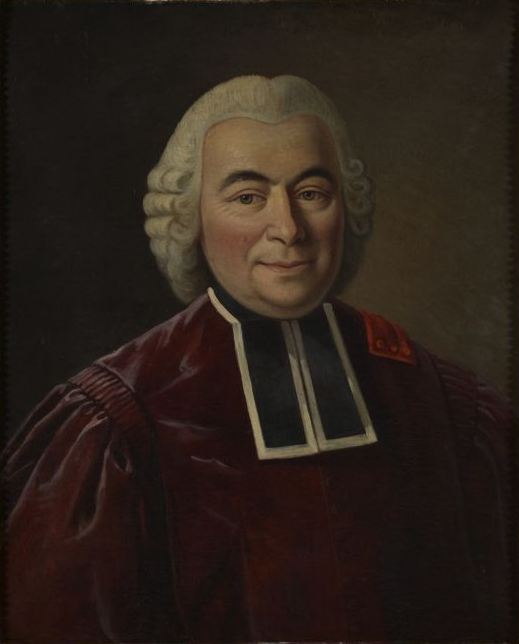
Jacques II Perier fut baptisé le 3 mars 1703 dans l'église de Saint-Baudille

La commune de Saint-Baudille-et-Pipet est le berceau de la grande famille Perier (sans accent aigu). Jacques II Périer est né à Saint-Baudille-et-Pipet en 1703. Cette famille donnera à la France un président du Conseil, Casimir Perier, et un président de la République Jean Casimir-Perier, ainsi que les châtelains de Vizille, industriels et banquiers.
La famille Royer
Elle est également le berceau de la famille Royer dont plusieurs représentants jouèrent un rôle de premier plan à l'Assemblée de Vizille, à la veille de la Révolution française, puis au long du XIXe siècle ; on citera notamment Alexandre Royer-Deloche, maire de Grenoble, Louis Royer, président du conseil général de l'Isère (1810-1814), Casimir Royer, deux fois députés de l'Isère (1846-1848 puis 1863-1869), ou encore Ernest de Royer, issue d'une branche anoblie sous la Restauration, deux fois ministre de la Justice sous la Seconde République puis le Second Empire.

### Saint-Baudille-et-Pipet dans les arts

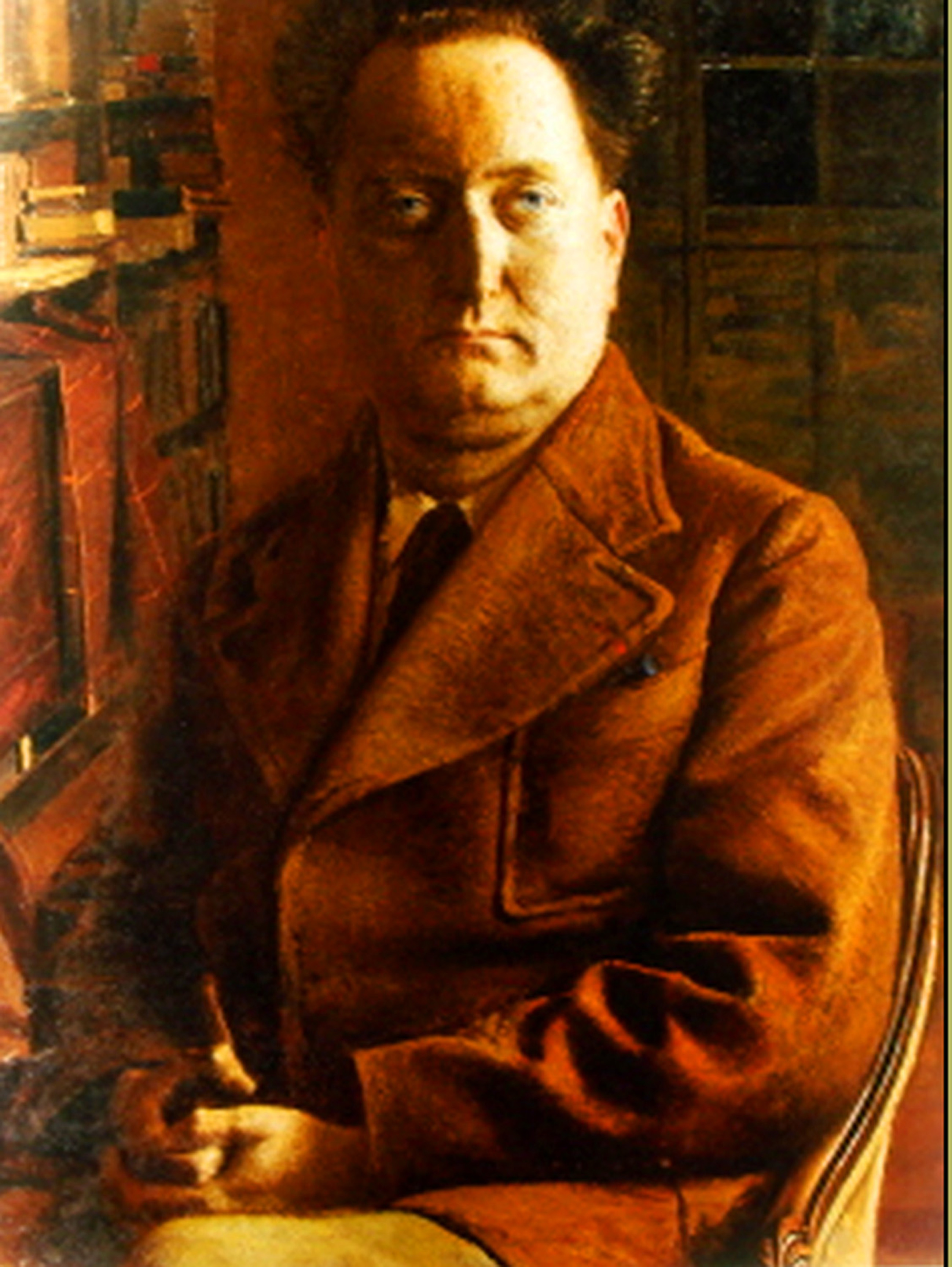
Jean Giono

#### Dans la littérature
- 1947, Un roi sans divertissement

Saint-Baudille est un des lieux où se déroule l'action du roman de Jean Giono. Cette localité doit être identifiée au village de Saint-Baudille qui dépend de Saint-Baudille-et-Pipet.

#### Dans les films (cinéma)
- 2018, La Prière

Il s'agit d'un film dramatique français coécrit et réalisé par Cédric Kahn et dont le tournage se déroula, en partie, à Mens, Saint-Baudille-et-Pipet et Tréminis dans le Trièves.

### Héraldique
|  | Saint-Baudille-et-Pipet possède des armoiries dont l'origine et le blasonnement exact ne sont pas disponibles. |